# Verein zur Pflege schlesischer Kunst und Kultur
Der Verein zur Pflege schlesischer Kunst und Kultur e.V. (VSK) ist ein 1993 gegründeter eingetragener gemeinnütziger Verein mit vereinsrechtlichem Sitz in Görlitz. Aufgabe des Vereins ist „die Förderung, Pflege und Erhaltung schlesischer Kulturwerte“. Seit Gründung hat der Verein eine Bedeutung als Brücke deutsch-polnischer Zusammenarbeit in der Kulturpflege Schlesiens, sowie den deutschen und tschechischen Grenzregionen entwickelt.

## Beschreibung
Der Verein hat etwa 300 deutsche und polnische Mitglieder (Verhältnis 70 % DE / 30 % PL), Stand 2024. Als Organe des Vereins sind neben der jährlichen Mitgliederversammlung Vorstand und Beirat tätig. Hinzu kommt ein akademischer Rat aus erfahrenen Fachleuten, die im Bedarfsfall bei der Abwicklung von Projekten konsultiert werden. Vorsitzender des jeweils auf drei Jahre gewählten Vorstands ist seit 2016 der Architekt Christopher Schmidt-Münzberg, Bremen/Cieplice Zdrój.
Der VSK ist grenzübergreifend ausgelegt, wobei der Schwerpunkt der Tätigkeiten im Gebiet von Niederschlesien liegt. Eine Besonderheit ist die teambasierte Abwicklung von Projekten verschiedenster Art mit Vertretern aus Polen und Deutschland, sowie ggf. Tschechien.

## Geschichte
Die politische Wende von 1989 eröffnete Möglichkeiten der Annäherung zwischen den Menschen in Deutschland, Polen und Tschechien. Die Basis für eine grenzüberschreitende Zusammenarbeit auf dem Gebiet von Kunst und Kultur stellt das jahrhundertealte, gemeinsame kulturelle Erbe Schlesiens dar. Schlesien ist eine herausragende Kulturregion in Europa, die sich heute über Teile Deutschlands, Polens und Tschechiens erstreckt.
Der erste Präsident des VSK, Klaus Ullmann, erkannte Anfang der 1990er Jahre, dass im Gegensatz zu den bis dato agierenden Verbänden wie beispielsweise der Landsmannschaft Schlesien, eine besondere Chance der Kulturarbeit in der direkten Zusammenarbeit mit Polen liegt und daher auch der Vereinssitz in Schlesien liegen sollte. Während der Standortsuche stieß Ullmann auf die Familie von Küster, die entschlossen war, ihren ehemaligen Familienbesitz, das Schloss Lomnitz / Łomnica im Hirschberger Tal, zurückzuerwerben und nach und nach das ruinöse Schloss und die Nebengebäude wieder aufzubauen. Auf der Basis dieser Zusammenarbeit zwischen der Familie von Küster und dem entstehenden VSK wurde im September 1993 im Haus Schlesien in Königswinter der VSK gegründet.

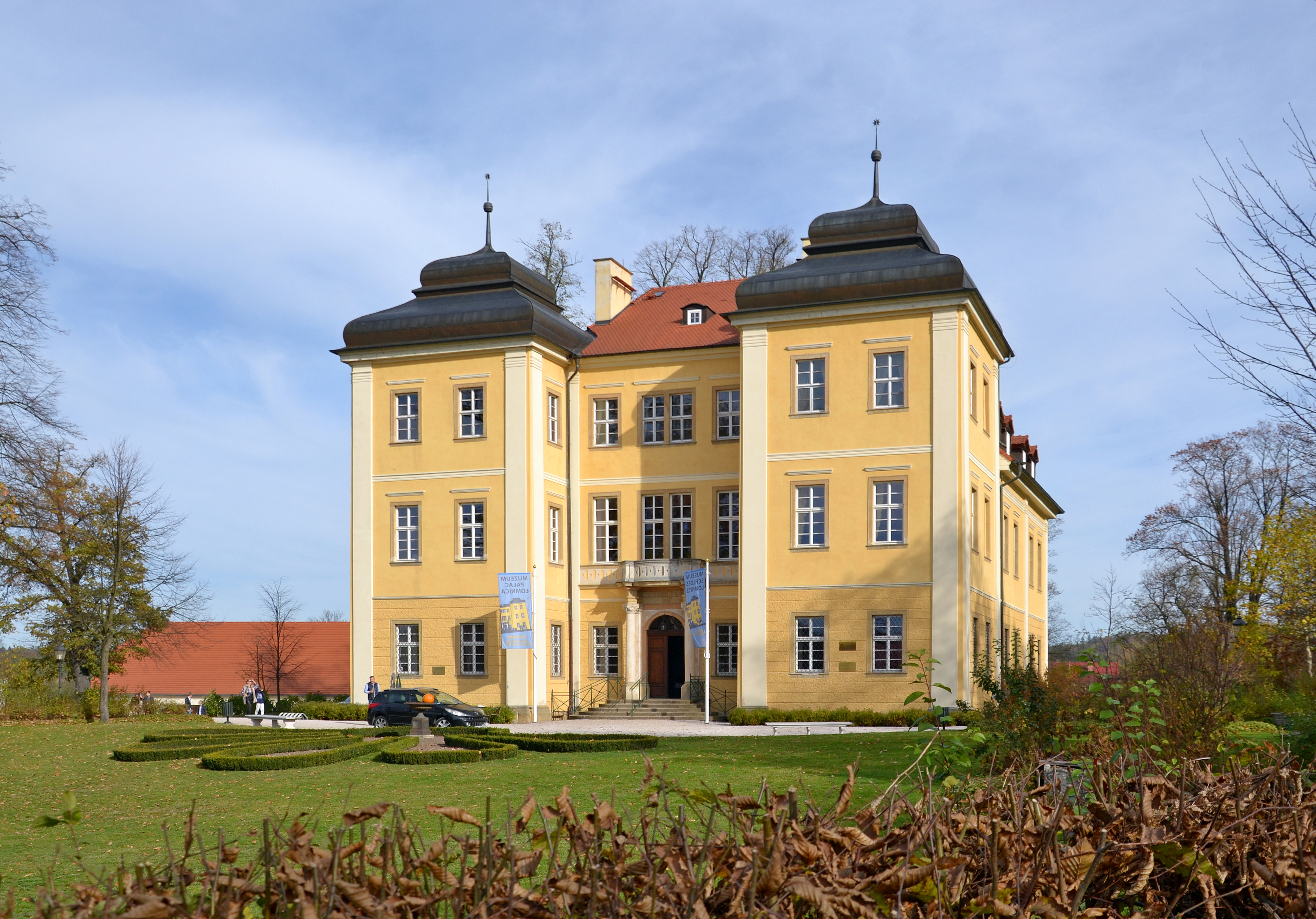
Schloss Lomnitz

Ein Schwerpunkt der Vereinsarbeit war daher zunächst die Wiederherstellung des Schlosses Lomnitz inhaltlich, administrativ und finanziell zu unterstützen. Außerdem wurde der Vereinssitz samt Bibliothek im Hauptschloss eingerichtet. Eine direkte Folge der Zusammenarbeit war die 2002 erarbeitete deutsch/polnische Ausstellung „Das Tal der Schlösser und Gärten. Das Hirschberger Tal in Schlesien – ein gemeinsames Kulturerbe“, die weit überregional ausstrahlte und den Auftakt einer Renaissance der Landsitze, Schlösser und Kulturlandschaften der Riesengebirgsregion einleitete.
Der Verein organisierte weiterhin zahlreiche Seminare, Musikveranstaltungen, Exkursionen und Ausstellungen. Diese Veranstaltungen führten zu einer verstärkten überregionalen Wahrnehmung der besonderen kulturellen Bedeutung Schlesiens nach 1990. Dazu gehörten auch die zwischen 1994 und 2004 durchgeführten Aufsatzwettbewerbe für deutsche, tschechische und polnische Schüler.
Nach Beitritt Polens zur EU eröffneten sich zudem Chancen für grenzüberschreitende Projekte, gefördert durch die Europäische Union. Ein besonderes wichtiges Unterfangen war die zusammen mit der Stadt Hirschberg / Jelenia Góra durchgeführte, umfassende Sanierung aller barocken Grufthäuser an der Hirschberger Gnadenkirche zwischen 2009 und 2015.
Eine Besonderheit in Schlesien sind die Bethäuser. Die Majorität dieser in effektiver Holzbauweise schnell entstandenen Gebäude sind verloren gegangen oder in der Folge durch steinerne Überbauten ersetzt worden. Ein bis in die Gegenwart erhaltenes hölzernes Bethaus in Schönwald/Rząśnik konnte kurz vor Abbruch und Zerstörung gesichert und eingelagert werden. Nach jahrelangen Bemühungen konnte in Kooperation mit der Familie von Küster 2020 die Translozierung und die Wiedererrichtung des Gebäudes auf dem Gelände von Schloss Lomnitz abgeschlossen werden.

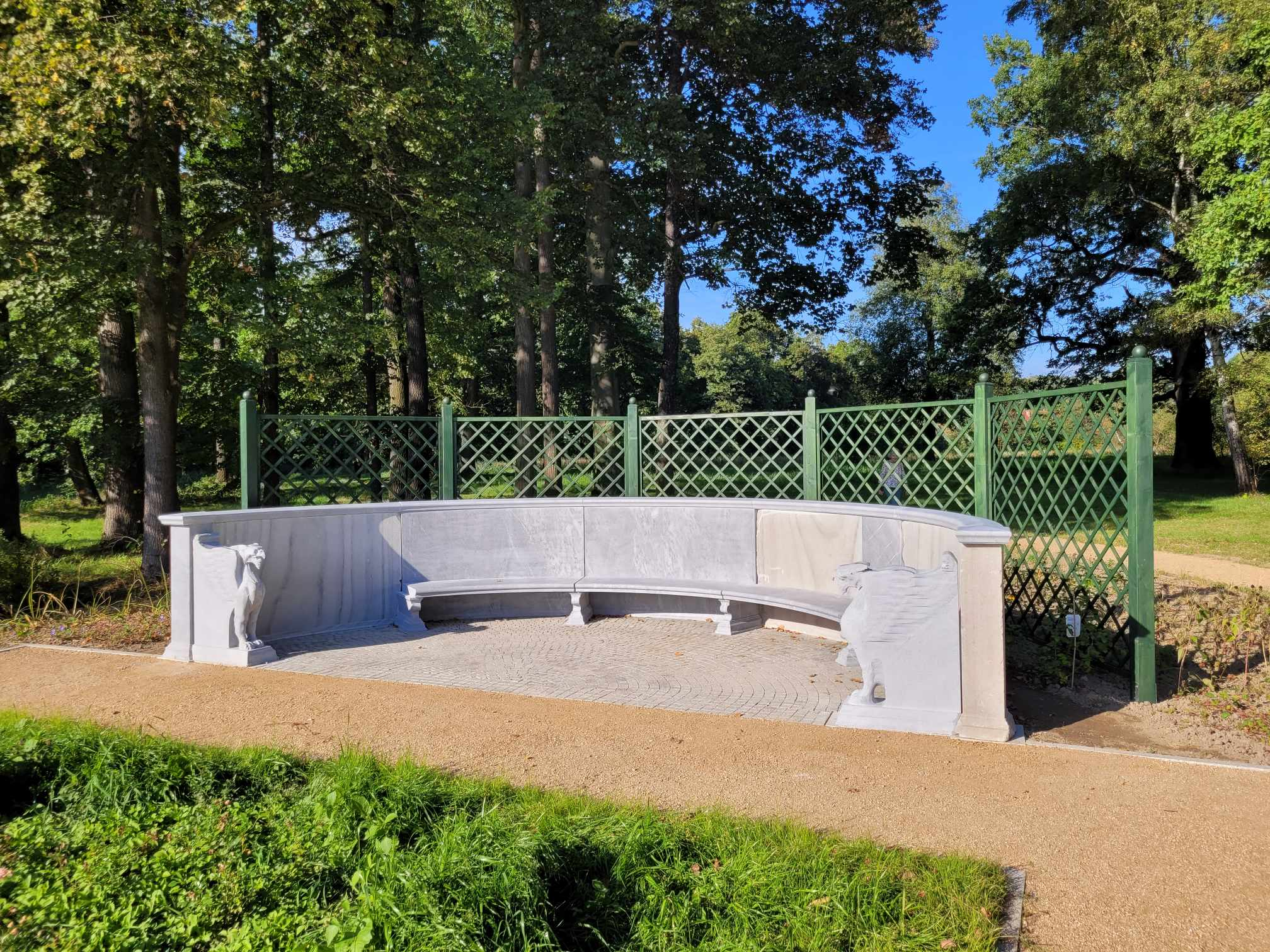
Persius-Exedra in Buchwald

2023 konnte die kunsthistorisch bedeutende, von Ludwig Persius entworfene Exedra im Landschaftspark Buchwald, unter Bergung der Originalbestandteile vollständig rekonstruiert werden. Diese Projekte konnten erfolgreich durch erhebliches finanzielles Engagement des VSK, sowie durch Vermittlung und Bereitstellung von Fachleuten aus Reihen des Vereins abgeschlossen worden.
Der Verein arbeitet bei der Durchführung von Projekten mit Vereinen, Stiftungen und Institutionen in Polen und Deutschland zusammen. Eine intensive Zusammenarbeit hat sich mit dem Verein Haus Schlesien (Königswinter), der Stiftung Kulturwerk Schlesien (Würzburg), der Stiftung OP ENHEIM (Breslau/Wrocław), der Stiftung der Schlösser und Gärten im Hirschberger Tal (Breslau/Wroclaw) und dem Riesengebirgsmuseum Hirschberg/Jelenia Góra entwickelt. Vorhaben werden außerdem häufig vom Deutschen Generalkonsulat in Breslau sowie der sächsischen Landesregierung unterstützt.
Von 2015 bis 2019 veranstaltete der Verein jährlich gemeinsam mit dem Senfkorn-Verlag, Görlitz, eine Winterakademie auf Schloss Wernersdorf/ Pałac Pakoszów mit Vorträgen und Exkursionen. 2019 bezog der Verein Räumlichkeiten für Büro, Archiv und öffentlich zugänglicher Bibliothek im ehemaligen Gutshof von Schloss Buchwald / Bukowiec.
Für die geleistete Kulturarbeit in Schlesien erhielt der VSK im Jahr 2019 den Sonderpreis des Kulturpreises Schlesien des Landes Niedersachsen. Die Vorsitzenden Karsten Riemann, jetzt Ehrenvorsitzender (seit 2016) und Christopher Schmidt-Münzberg (2023) wurden von einem polnischen Gremium als „Ambasador Karkonoszy/Botschafter des Riesengebirges“ ausgezeichnet.

## Publikationen
Die Vereinszeitschrift erscheint zweimal jährlich mit kulturellen Beiträgen aus Gegenwart und Vergangenheit. Seit 1993 entwickelte sich der „Gruß aus Lomnitz – Kultur aus dem Hirschberger Tal“ von einer zweiseitigen Vereinsmitteilung zu einer auch in Fachkreisen anerkannten Kulturzeitschrift, deren Besonderheit es ist, in deutscher und polnischer Sprache zu erscheinen. Seit  Sommerausgabe 2024 lautet der Titel der Zeitschrift "SILESIA Journal - Kulturnachrichten aus dem Hirschberger Tal".
Darüber hinaus gewährt der Verein regelmäßig finanzielle und auch personelle Unterstützung bei der Übersetzung und Neuauflage für Schlesien relevanter Literatur in die deutsche oder polnische Sprache. So übersetzte VSK-Mitglied Jozef Zaprucki eine ganze Reihe von Werken des schlesischen Heimatschriftstellers Fedor Sommer ins Polnische.

## Preise
Im Jahreswechsel vergibt der Verein zwei überregionale Preise.
Seit 2019 verleiht der VSK alle zwei Jahre unter der Schirmherrschaft des Ministerpräsidenten des Freistaates Sachsen und des Marschalls der Woiwodschaft Niederschlesien gemeinsam mit der Riesengebirgsakademie für angewandte Wissenschaften in Hirschberg/Jelenia Góra den Riesengebirgspreis für Literatur. Der mit 3.000 Euro dotierte Preis wird für hervorragende Leistungen auf dem Gebiet der Literatur und Kultur Schlesiens vergeben. Die Ermittlung des Preisträgers erfolgt durch eine unabhängige Jury aus fachkundigen Experten.
Der seit 2017 durchgeführte deutsch-polnische Denkmalschutz-Wettbewerb „Denkmal – denk mal dran! Zabytek – nie zapomnij!“ findet in Zusammenarbeit mit der Stiftung OP ENHEIM und der Deutsch-Polnischen Stiftung Kulturpflege und Denkmalschutz statt. Mit dem Wettbewerb soll die nachhaltigen Pflege und Bewahrung kunsthistorischer und historischer Gebäude, Gebäudeteile bzw. anderer ortsfester Objekte unterstützt werden. Im Mittelpunkt steht die Förderung des „kleineren“ Objektes, aber auch Parks oder technischer Denkmäler. Die Gesamtsumme der Preise im Rahmen des Wettbewerbs beträgt 18.500 PLN.

## Projekte
Der Verein hat Projekte unterschiedlicher Größe allein oder in Kooperation mit anderen Institutionen durchgeführt. Auszug:
- Freilegung und Restaurierung von 84 Schrifttafeln in der Hirschberger Gnadenkirche (2002)
- Finanzielle und personelle Unterstützung bei der laufenden Sanierung des Landschaftspark Buchwald (2012–2025)
- Finanzielle und personelle Unterstützung bei der Wiederherstellung von Schloss Wernersdorf, insbesondere am barocken Delfter Kachelkabinett (2012–2015)
- Unterstützung bei der Wiederherstellung des Dominiums Lomnitz (2008–2014)
- Restaurierung der barocken Gruftkapellen auf dem Gnadenfriedhof in Hirschberg (2009–2015)
- Teilrestaurierung der Fassade eines Tiroler Musterhauses und Dauerausstellung zur Geschichte der Exulanten in Erdmannsdorf / Myślakowice (1998)
- Deutsch-polnische Wanderausstellung „Das Tal der Schlösser und Gärten. Das Hirschberger Tal in Schlesien – unser gemeinsames Kulturerbe“ in Kooperation mit der Gesellschaft für interregionalen Kulturaustausch e. V. (2001–2004)
- Ausstellung „Schlösser der ehemaligen Grafschaft Glatz“ (1997)
- Restaurierung des Horazspruchs an der Fassade der „Fluchtburg“ von Gerhart Pohl in Wolfshau/Wilcza Poreba (2013)
- Wiederaufbau des Schönwaldauer Bethauses im Schlosspark von Lomnitz (2020)[11]
- Restaurierung des Innenraums der Anna-Kapelle und des Triptychons bei Schmiedeberg/Kowary (2021)
- Wiederherstellung der Persius-Bank im Buchwalder Park (2023)
- Bergung, Reinigung und Installation der Gedenktafel für den Reformpädagogen im Landschaftspark Buchwald Karl Friedrich Wilhelm Wander (2023)
- Freilegung, Sicherung und Instandsetzung der Gruftanlage der Generäle Eduard von Schlichting und Hans Ernst Karl von Zieten in Bad Warmbrunn / Cieplice Zdrój (2025)